# VC-1
VC-1 foi um codec inicialmente desenvolvido pela Microsoft sendo um codec proprietário, posteriormente foi lançado como codec padrão pela SMPTE(Society of Motion Picture and Television Engineers). Seu nome atual e completo é SMPTE 421M video codec. É utlizado em larga escala já padronizada nos discos de Blu-ray, discos HD DVD (agora abandonado), e em toda arquitetura Windows Media e Silverlight, ambas da Microsoft

Foi adotado como padrão pela SMPTE em 3 de abril de 2006. É agora o padrão utiliado em HD DVD, discos Blu-ray.

É o padrão de discos de Bluray atual

VC-1 é uma evolução do convencional do padrão DCT , Discrete cosine transform o codec também é encontrado nos formatos:H.261, H.263, MPEG-1, MPEG-2 e MPEG-4. É conhecido como uma das principais alternativas aos codecs padrões de transmissão de video ITU-T e também alternativa ao padrão H.264/AVC.VC-1 contém ferramentas de codificação vídeo entrelaçado sequências bem como progressiva.O principal objetivo do VC-1 é poder comprimir vídeo intrelaçado antes de converte-lo para progressivo, isso o torna muito atraente para streaming e broadcast de videos online. Um exemplo disso é o website Netflix que utiliza o VC-1 a algum tempo. 
Embora é considerado como sendo um produto da Microsoft, na verdade existem 15 empresas dividindo a patente (a partir de 17 de agosto de 2006). Como um padrão da SMPTE, qualquer pessoa tem direito de execução do VC-1, embora implementadores hipoteticamente são obrigados a pagar taxas de licenciamento para o MPEG LA, LLC ao orgão de licenciamento ou diretamente ao seus membros, que afirmam que detêm patentes essenciais sobre o formato.
Ambos HD DVD e Blu-ray Disc adotaram VC-1 como o padrão obrigatória de vídeo, o que significa que qualquer dispositivos será capaz de decodificar e reproduzir vídeo comprimído usando VC-1. Desde Windows Vista os sistemas da Microsoft já vem após intalação com suporte a VC-1 e ao HD DVD nativos. [2] 
A Microsoft designou o VC-1 como codec oficial do seu console XBOX 360, isso quer dizer que o video game nativamente já suporta o formato e pode ser utilizado em jogos (introduções e vídeos no meio do jogo).

## Bit rates e resoluções
| Profile  | Level  | Maximum Bit Rate | Resolution / Framerate                                                   |
| -------- | ------ | ---------------- | ------------------------------------------------------------------------ |
| Simple   | Low    | 96 kbit/s        | 176 × 144 / 15 (QCIF)                                                    |
| Simple   | Medium | 384 kbit/s       | 240 × 176 / 30 352 × 288 / 15 (CIF)                                      |
| Main     | Low    | 2 Mbit/s         | 320 × 240 / 24 (QVGA)                                                    |
| Main     | Medium | 10 Mbit/s        | 720 × 480 / 30 (480p) 720 × 576 / 25 (576p)                              |
| Main     | High   | 20 Mbit/s        | 1920 × 1080 / 30 (1080p)                                                 |
| Advanced | L0     | 2 Mbit/s         | 352 × 288 / 30 (CIF)                                                     |
| Advanced | L1     | 10 Mbit/s        | 720 × 480 / 30 (NTSC-SD) 720 × 576 / 25 (PAL-SD)                         |
| Advanced | L2     | 20 Mbit/s        | 720 × 480 / 60 (480p) 1280 × 720 / 30 (720p)                             |
| Advanced | L3     | 45 Mbit/s        | 1920 × 1080 / 24 (1080p) 1920 × 1080 / 30 (1080i) 1280 × 720 / 60 (720p) |
| Advanced | L4     | 135 Mbit/s       | 1920 × 1080 / 60 (1080p) 2048 × 1536 / 24                                |